# Combretum scandens
Combretum scandens är en tvåhjärtbladig växtart som beskrevs av Liben. Combretum scandens ingår i släktet Combretum och familjen Combretaceae. Inga underarter finns listade i Catalogue of Life.